# استعباد الأطفال

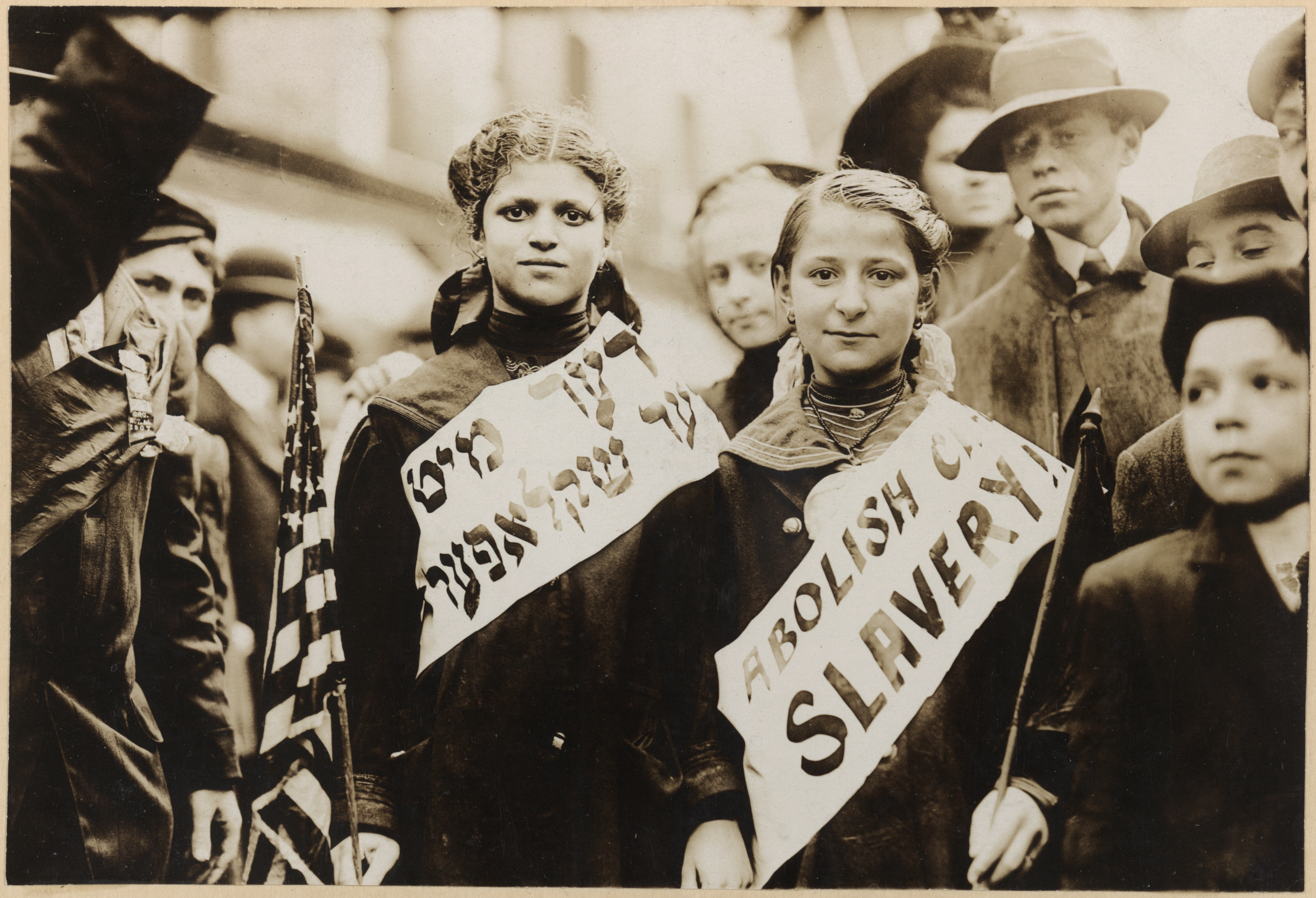
فتاتان تحملان شريطًا مكتوبًا عليه شعار "أوقفوا استعباد الأطفال" مكتوبًا باللغتين الإنجليزية واليديشية

استرقاق الأطفال هو استعباد الأطفال وإرغامهم على فعل أشياء تكون أكبر من سنهم.

## معلومات تاريخية
شهد الماضي بيع الكثير من الأطفال عبيدًا كي تتمكن أسرهم من سداد الديون أو كعقوبة لاقتراف الجرائم أو لكسب المال للأسر التي ليس لها مال، وأحيانًا كان يرجع هذا أيضًا إلى منح الطفل فرصة أفضل للعيش من تلك التي تحياها أسرته أو بسبب عدم رغبة الأسرة في عيش الطفل معها لفترة أطول، ويشير استرقاق الأطفال إلى استعباد الطفل في سن صغيرة.
في معظم مؤسسات الاسترقاق المنتشرة في أنحاء العالم، يصير أطفال العبيد ملكًا لمالك المؤسسة، وكان هذا هو الحال مع الرقيق والعبيد الأمريكيين. في حالات أخرى، كان يتم استعباد الأطفال وكأنهم بالغون، وغالبًا ما كانت حالة الأم عاملاً محددًا لكون الطفل عبدًا إلا أن حالة الأب كانت محل اختلاف بين بعض القوانين المحلية. وفي كثير من الثقافات، يمكن للرقيق الحصول على حريتهم مقابل العمل الجاد وسداد ثمن الحرية، كما يعتقد أن الحملات الصليبية للأطفال أدت إلى استعباد الكثير من الرحالة الصغار.

## العصر الحديث
بالرغم من الانخفاض الكبير في معدلات الاستعباد بسبب إلغاء الرق في بقاع كثيرة من العالم، إلا أن هذه الظاهرة لا تزال قائمة لاسيما في بلدان العالم الثالث، وفقًا لجمعية مكافحة الرق «على الرغم من عدم وجود أية دولة تقر قانونيًا بادعاء شخص بأحقيته في ملكية شخص آخر أو تنفذ هذا الادعاء، إلا أن إلغاء الرق لا يعني أنه لم يعد موجودًا، فهناك ملايين الأشخاص في العالم - الأطفال في الأساس - يعيشون ظروف العبودية الفعلية.» كما ذكرت الجمعية أن الاسترقاق، خاصة استرقاق الأطفال، شهد ارتفاعًا في العام 2003، وتشير الجمعية إلى وجود أعداد لا حصر لها يعيشون أشكالاً أخرى من العبودية (مثل الاسترقاق حتى سداد الديون والسخرة والتسري مع الخادمات) التي لا تدخل تحت المعنى القانوني الضيق للاسترقاق. ويدعي النقاد أن الجمعية توسع تعريف العبودية وممارستها خارج حدود معناها الأصلي وأنها في الواقع تشير إلى العمل الجبري وليس العبودية. في عام 1999، خرجت تقارير عن حالات استرقاق في منطقة بحر الغزال بجنوب السودان التي تسكنها قبيلة الدينكا، وفي عام 1995، تحدثت أمهات المنطقة عن اختطاف أطفالهن، وقد تم تسجيل ما يقرب من 20000 مستعبد في السودان في العام 1999. «إن صناعة السجاد الصوف اليدوي تتطلب عمالة كثيفة وهي واحدة من أضخم الصناعات التصديرية في الهند وباكستان ونيبال والمغرب.» وخلال السنوات العشرين الأخيرة، شارك نحو 200,000 و300,000 طفل في العمل معظمهم في مركز صناعة السجاد أتر برديش (Uttar Pradesh) بوسط الهند. يتعرض الكثير من الأطفال في آسيا للخطف أو الاحتجاز كرقيق للعمل في المصانع والورش دون مقابل بل والتعرض للضرب المتواصل. كما عادت ظاهرة الرق للظهور في غرب إفريقيا باتباع الطرق القديمة لتجارة العبيد حيث «يتم خطف الأطفال أو شراؤهم مقابل 20-70 دولارًا أمريكيًا للفرد في الدول الفقيرة مثل بنين وتوجو ثم بيعهم عبيدًا أو للعمل في خدمة المنازل دون أجر مقابل 350,00 دولارًا أمريكيًا للفرد في دول النفط الأكثر غنى مثل نيجيريا والجابون».

## الاتجار بالأطفال
يتضمن الاتجار بالأطفال استقدامهم وإيواءهم والحصول عليهم ونقلهم باستخدام القوة أو الاحتيال بغرض إخضاعهم لأعمال إجبارية مثل الاستغلال الجنسي لاغراض تجارية (بما في ذلك البغاء) أو العمل الإجباري أي الاسترقاق، ويرى البعض أن الاتجار بالبشر هو شكل من الأشكال الحديثة للاسترقاق، حيث إنه تجارة بالبشر واستغلالهم لجمع الأموال من قِبل مجرمين. يمثل البالغون النسبة الغالبة من ضحايا الاتجار، يتقدمهم النساء اللاتي يرغمن على ممارسة البغاء (إلا أن الرجال يتعرضون للاتجار أيضًا) ولكن الأطفال تمثل أيضًا نسبة كبيرة من الضحايا التي ترغم على البغاء.
في أوكرانيا، أجرت المنظمة غير الحكومية "La Strada-Ukraine" استبيانًا في الفترة 2001-2003 على عينة ضمت 106 امرأة تعرضت للاتجار من خارج أوكرانيا، وأظهر المسح أن 3% يقل عمرهن عن 18 عامًا كما ذكرت وزارة الخارجية الأمريكية في 2004 زيادة حالات الاتجار بالقُصر. في تايلاند، قدرت المنظمات غير الحكومية أن ثلث العاهرات هن أطفال دون 18 عامًا تم الإتيان بالكثير منهن من خارج تايلاند.
يقدر المقرر الخاص المعني بمسألة بيع الأطفال واستغلالهم في البغاء وفي المواد الإباحية التابع للأمم المتحدة أن حوالي مليون طفل وقعوا في آسيا وحدها ضحايا لتجارة الجنس.
في أعقاب زلزال هايتي 2010، دعت منظمة إنقاذ الطفولة (Save the Children) والمنظمة الدولية للرؤية العالمية (World Vision) والصليب الأحمر البريطاني إلى الإيقاف الفوري لعمليات تبني الأطفال الهايتيين التي لم تتم الموافقة عليها قبل وقوع الزلزال، محذرة من إمكانية استغلال تجار الأطفال لغياب القانون. وصرح متحدث باسم المفوضية السامية للأمم المتحدة لحقوق الإنسان أن استرقاق الأطفال والاتجار بهم كانت «مشكلة قائمة ويمكن أن تبرز بسهولة كقضية خطيرة خلال الأسابيع والأشهر القادمة».